# Mushishi
Mushishi (蟲師?) es un manga japonés escrito e ilustrado por Yuki Urushibara. Se serializó en la Afternoon Seasons Zōkan desde 1999 a 2002, y en la Monthly Afternoon de diciembre de 2002 a agosto de 2008. Kodansha recopiló los capítulos individuales en diez volúmenes tankōbon. Esos volúmenes fueron publicados en Norteamérica por Del Rey entre enero de 2007 y agosto de 2010. La serie sigue a Ginko, un hombre que se dedica a mantener a las personas protegidas de criaturas sobrenaturales llamadas Mushi. Una adaptación a serie de anime y producida por Artland comenzó a transmitirse en Japón el 23 de octubre de 2005.
Mushishi ha sido adaptado a una serie de televisión de anime por Artland, dirigida por Hiroshi Nagahama, que se emitió en Fuji Television entre octubre de 2005 y junio de 2006. Funimation autorizó su lanzamiento en Norteamérica, mientras que Madman Entertainment y Revelation Films lo licenciaron para Australia y el Reino Unido. respectivamente. La serie también fue transmitida en América Latina por Animax el 4 de noviembre de 2008. Una segunda temporada se emitió entre abril y diciembre de 2014, que fue autorizada en América del Norte por Aniplex of America, con dos especiales de televisión emitidos en 2014 y una película de anime lanzada en 2015. Una película de acción en vivo, dirigida por Katsuhiro Otomo, fue lanzado a finales de 2006. También ha generado un videojuego y muchos tipos de productos relacionados con Mushishi.
El manga ha sido bien recibido tanto por el público como por la crítica. En Japón, se ha clasificado con frecuencia en la lista semanal de los diez manga más vendidos, y toda la serie ha vendido más de 3.8 millones de copias. Tanto el manga como el anime han recibido varios premios, como el Kodansha Manga Award y el Tokyo Anime Awards, y numerosas publicaciones los han elogiado.

## Argumento
En japonés, "mushi" ｢虫」o「蟲」significa "insecto" o "bicho". Sin embargo, en la serie no son plantas ni animales sino seres vivos similares a microorganismos y hongos, siendo de varias formas y dimensiones. Debido a su forma etérea, su existencia y apariencia son desconocidas para la mayoría de los humanos, excepto para un reducido número que pueden verlos e interactuar con ellos. A veces, los mismos mushis habitan en los seres humanos o se relacionan con ellos de algún otro modo. Este contacto puede tener consecuencias tanto positivas, como negativas o, simplemente, neutras.
Mushishi se desarrolla en un tiempo imaginario entre los períodos Edo y Meiji, presentando algo de tecnología del siglo XIX pero con Japón aún como un "país aislado". La historia presenta criaturas ubicuas llamadas Mushi (蟲) que a menudo muestran lo que parecen ser poderes sobrenaturales. Se da a entender que hay muchas más formas de vida más primitivas que los seres vivos "normales", como animales, plantas, hongos y bacterias, y Mushi es el más primitivo de todos. Debido a su naturaleza etérea, la mayoría de los humanos son incapaces de percibir a los Mushi y son ajenos a su existencia, pero hay algunos que poseen la capacidad de ver e interactuar con Mushi.
Ginko (ギンコ), el personaje principal, es un Maestro de Mushi (蟲師 mushi-shi), que viaja para investigar y conocer más a estos seres. En el camino, ayuda a aldeanos que tiene problemas con ciertos sucesos paranormales relacionados con los Mushi. Ginko toma generalmente, a modo de pago, objetos relacionados con los casos de Mushi que ha resuelto. Estos objetos son luego vendidos a coleccionistas. Uno de ellos, es su amigo Adashino, el médico principal de un pueblo costero y personaje recurrente. La historia se desenvuelve entre la era Edo, la era del aislamiento y del Japón feudal. No obstante, Ginko tiene una ropa diferente a la de todos los personajes en la serie, mucho más moderna.
La serie es una antología episódica sin una trama global en la que los únicos elementos comunes son Ginko y Mushi. Ginko es un hombre joven con un ojo de color verde sobrenatural, que no solo puede ver varios tipos de Mushi sino que también los atrae considerablemente. Debido a esta habilidad, él constantemente deambula y fuma para mantenerlos alejados. Parece tener una personalidad generalmente relajada, sin embargo, puede ser muy serio y centrarse en su trabajo cuando se trata de proteger a las personas. Él enfatiza que los Mushi no son malvados, sino que simplemente intentan sobrevivir como todos los demás. La mayoría de las historias no se centran en Ginko, sino que dependen de él como catalizador para avanzar en la historia diagnosticando o curando enfermedades y fenómenos relacionados con Mushi.

## Contenido de la Obra

### Manga
Escrito e ilustrado por Yuki Urushibara, debutó como one-shot en Monthly Afternoon el 25 de enero de 1999. Más tarde, fue serializado en la revista seinen de Kodansha, Afternoon Seasons Zōkan, de 1999 a 2002. Se trasladó a Monthly Afternoon el 25 de diciembre de 2002 y se serializó hasta el 25 de agosto de 2008. Kodansha recolectó los capítulos en diez volúmenes tankōbon y los publicó bajo la línea Afternoon KC del 22 de noviembre de 2001 al 21 de noviembre de 2008. El 21 de noviembre de 2013, Kodansha relanzó la obra bajo el formato aizōban en su línea KC Deluxe, concluyendo con el décimo el 23 de julio de 2014.
En la Comic-Con 2006, Del Rey Manga anunció que había licenciado a Mushishi para una traducción al inglés en Norteamérica. Del Rey publicó el primer volumen el 30 de enero de 2007, y el último volumen, una edición combinada que abarca los volúmenes 8 al 10, se lanzó el 27 de julio de 2010. Kodansha USA también lanzó el manga en formato digital entre el 29 de julio de 2014 y 12 de agosto de 2014. También fue licenciado en algunos países, como en Francia por Kana, en Italia por Star Comics, en Corea del Sur por Daewon CI y en España por Norma Editorial.
Además, se publicaron dos capítulos adicionales en la revista el 25 de noviembre de 2013 y el 25 de diciembre de 2013, respectivamente. Fueron encapsulados en un solo tankōbon llamado Mushishi Tokubetsu-hen: Hihamukage (蟲 師 特別 篇 日 蝕 む 翳) y publicado el 23 de abril de 2014.

### Anime
La adaptación fue hecha por Artland, dirigida por Hiroshi Nagahama, y producida por un grupo llamado "Mushishi Production Committee", que consistió de Marvelous Entertainment, Avex Entertainment y SKY Perfect Well Think. Los primeros 20 episodios de la serie se emitieron originalmente entre el 23 de octubre de 2005 y el 12 de marzo de 2006 en Fuji Television. BS Fuji transmitió un resumen el 7 de mayo de 2006, y luego los últimos seis episodios del 14 de mayo al 18 de junio del mismo año. Marvelous Entertainment y Avex lanzaron la serie del 25 de enero al 27 de septiembre de 2006 en cinco DVD a la venta, y al mismo tiempo en nueve DVD para alquilar. El 28 de marzo de 2008 se lanzó una caja de DVD con todos los episodios; fue seguido por Blu-ray Box set el 27 de marzo de 2009 y una Blu-ray Box de edición limitada el 20 de diciembre de 2013.
La licencia fue anunciada por Funimation para su lanzamiento en América del Norte en enero de 2007. Para promover el lanzamiento de la serie, organizó a Nagahama para la Anime Expo 2007 entre el 29 de junio y el 2 de julio. Además, Funimation exhibió los primeros cuatro episodios en las localidades de Nueva York y Texas, como ImaginAsian Theatre, Studio Movie Grill y Alamo Drafthouse, los días 23 y 24 de julio de ese año. La serie fue lanzada en seis DVD entre el 31 de julio de 2007 y el 26 de febrero de 2008 por Funimation, que también transmitió series en su propio canal, Hulu, Joost, Anime News Network, Crackle, y la distribuyó al servicio de cable de Comcast. Funimation también lanzó cuatro sets con todos los episodios: el 16 de diciembre de 2008, el 6 de octubre de 2009, el 6 de julio de 2010 y el 8 de noviembre de 2011. En Reino Unido, la serie se lanzó entre el 22 de octubre de 2007 y el 17 de noviembre de 2008 por Revelation Films en seis DVD. Madman Entertainment adquirió los derechos de distribución de la serie en AVCon en 2007, lanzándola en una caja de seis discos establecida el 14 de enero de 2009 en PAL region.
Basado en la historia paralela de dos capítulos de 2013, se emitió un especial titulado Mushishi Tokubetsu-hen: Hihamukage ("La sombra que devora el sol") en Tokyo MX, Tochigi TV, Gunma TV y BS11 el 4 de enero de 2014, y transmitido por Niconico. Aniplex lanzó el especial en DVD y Blu-ray el 23 de abril de 2014. Una segunda temporada de televisión de anime titulada Mushishi: Zoku-Shō (蟲 師 続 章) se emitió el 5 de abril de 2014 en Tokyo MX y otros canales. Al igual que con el especial, la segunda temporada contó con el mismo director, el mismo estudio y el elenco principal de la primera temporada. Después de la transmisión del décimo episodio el 21 de junio, la "primera mitad" se terminó. Otro especial, Mushishi: Path of Thorns (蟲 師 特別 篇 棘 の み ち, Mushishi Tokubetsu-hen: Odoro no Michi), se emitió el 20 de agosto en BS11. La segunda mitad de la segunda temporada comenzó a emitirse el 19 de octubre y terminó el 21 de diciembre de 2014. La primera compilación de DVD de Zoku-Shō se lanzó el 23 de julio de 2014 en Japón, y la sexta y última, se lanzó el 22 de julio de 2015. Una secuela de la película de anime titulada Mushishi: Bell Droplets (蟲 師 続 章 鈴 の 雫, Mushishi Zoku-Shō: Suzu no Shizuku), basada en el último arco del manga, se anunció en diciembre de 2014 y se lanzó el 16 de mayo de 2015 en Japón.
Hihamukage fue transmitido por Crunchyroll para miembros prémium el 4 de enero de 2014, y se puso a disposición de los usuarios gratuitos una semana después. En marzo, la segunda temporada fue autorizada para transmisión por Aniplex of America y Crunchyroll como Mushi-Shi -Next Passage-. En noviembre, Madman Entertainment adquirió sus derechos de lanzamiento de medios domésticos para Australia. A fines del mismo mes, Madman también autorizó la transmisión de la serie y la puso a disposición en su sitio AnimeLab. Madman lanzó un conjunto de DVD Box que contiene todos los episodios de Next Passage, Path of Thorns y Bell Droplets el 7 de diciembre de 2016.

### Otros medios
Se han publicado varios libros basados en Mushishi. El 23 de enero de 2006, Kodansha lanzó una guía titulada Mushishi Official Book. El 30 de junio y el 20 de julio de 2007, se lanzó un libro de arte y un libro con comentarios del personal sobre la producción de la serie de anime, respectivamente. Se publicaron dos libros de Anime Hōsōjun Selection (ア ニ メ 放送 順 セ レ ク シ ョ) el 23 de abril y el 14 de mayo de 2014; una Utage-hen(宴 編, lit. "Feast Edition") y una Odoro-hen (棘 編, lit. "Thorn Edition") respectivamente. El 19 de junio de 2015, Kodansha lanzó un libro de arte de "gran formato".
La música para ambas adaptaciones de anime fue compuesta por Toshio Masuda. Marvelous Entertainment y Geneon Entertainment lanzaron dos álbumes de bandas sonoras para la primera adaptación de anime; el primero el 24 de marzo de 2006 y el segundo el 23 de julio de 2006. El 25 de junio de 2015, Aniplex lanzó la banda sonora de Next Passage.
Una película de imagen real, estrenada en el Festival Internacional de Cine de Venecia 2006, fue dirigida por Katsuhiro Otomo y protagonizada por Joe Odagiri. También conocido como Bugmaster y Mushi-Shi: The Movie in English, se estrenó en los cines japoneses el 24 de marzo de 2007.
Mushishi también se adaptó a un videojuego; El juego Nintendo DS titulado Mushishi: Amefuru Sato (蟲 師 〜 天降 る 里 〜) fue desarrollado por Tenky y publicado por Marvelous Entertainment en Japón el 31 de enero de 2008.
Del 18 al 29 de marzo de 2015, se realizó en Tokio un evento de "lectura escénica", que adaptó seis capítulos del manga en seis presentaciones separadas. Fue dirigida por el director de anime de Mushishi, Hiroshi Nagahama, y su guion original fue escrito por Kazuaki Nakamura, mientras que los actores de voz de anime actuaron como sus respectivos personajes. La producción utilizó realidad aumentada en sus imágenes, que fue diseñada para abarcar un campo de visión de 270 grados.

## Lista de episodios (anime)
| #        | Título original                                                | Título en inglés                           | Título en español                        | Fecha de estreno        |
| -------- | -------------------------------------------------------------- | ------------------------------------------ | ---------------------------------------- | ----------------------- |
| 01       | Midori no Za (緑の座)                                          | The Green Seat                             | El lugar verde                           | 23 de octubre de 2005   |
| 02       | Mabuta no Hikari (瞼の光)                                      | The Light of the Eyelid                    | La luz de los párpados                   | 30 de octubre de 2005   |
| 03       | Yawarakai Tsuno (柔らかい角)                                   | Tender Horns                               | Cuernos blandos                          | 6 de noviembre de 2005  |
| 04       | Makura no Kouji (枕小路)                                       | The Pillow Pathway                         | El pasaje de la almohada                 | 13 de noviembre de 2005 |
| 05       | Tabi wo Suru Numa (旅をする沼)                                 | The Traveling Swamp                        | El pantano ambulante                     | 20 de noviembre de 2005 |
| 06       | Tsuyu wo Suu Mure (露を吸う群)                                 | Those Who Inhale the Dew                   | El rebaño que aspira el rocío            | 27 de noviembre de 2005 |
| 07       | Ame ga Kuru Niji ga Tatsu (雨がくる虹がたつ)                   | Raindrops and Rainbows                     | Desciende la lluvia. El arcoíris se alza | 4 de diciembre de 2005  |
| 08       | Unasaka yori (海境より)                                        | Where Sea Meets Man                        | Desde allende los mares                  | 11 de diciembre de 2005 |
| 09       | Omoi Mi (重い実)                                               | The Heavy Seed                             | Frutos pesados                           | 18 de diciembre de 2005 |
| 10       | Suzuri ni Sumu Shiro (硯に棲む白)                              | The White Which Lives Within the Ink Stone | El blanco de la piedra de tinta          | 8 de enero de 2006      |
| 11       | Yama Nemuru (やまねむる)                                       | The Sleeping Mountain                      | La montaña durmiente                     | 8 de enero de 2006      |
| 12       | Sugame no Uo (眇の魚)                                          | One-Eyed Fish                              | El pez tuerto                            | 15 de enero de 2006     |
| 13       | Hitoyobashi (一夜橋)                                           | One-Night Bridge                           | El puente de una sola noche              | 22 de enero de 2006     |
| 14       | Kago no Naka (籠のなか)                                        | Inside the Cage                            | Dentro de la jaula                       | 29 de enero de 2006     |
| 15       | Haru to Usobuku (春と嘯く)                                     | Pretense of Spring                         | Fingiendo que es primavera               | 5 de febrero de 2006    |
| 16       | Akatsuki no Hebi (暁の蛇)                                      | Sunrise Serpent                            | La serpiente del amanecer                | 12 de febrero de 2006   |
| 17       | Uromayu Tori (虚繭取り)                                        | Pickers of Empty Cocoons                   | Recogiendo capullos vacíos               | 19 de febrero de 2006   |
| 18       | Yama Daku Koromo (山抱く衣)                                    | Clothes That Embrace the Mountain          | El ropaje que envuelve la montaña        | 26 de febrero de 2006   |
| 19       | Teppen no Ito (天辺の糸)                                       | String from the Sky                        | Un hilo en el cielo                      | 5 de marzo de 2006      |
| 20       | Fude no Umi (筆の海)                                           | A Sea of Writings                          | Un mar de tinta                          | 12 de mayo de 2006      |
| 21       | Wataboushi (綿胞子)                                            | Cotton Changeling                          | La espora de algodón                     | 15 de mayo de 2006      |
| 22       | Okitsu Miya (沖つ宮)                                           | Shrine in the Sea                          | El templo del mar                        | 22 de mayo de 2006      |
| 23       | Sabi no Naku Koe (錆の鳴く聲)                                  | The Sound of Rust                          | El llanto del óxido                      | 29 de mayo de 2006      |
| 24       | Kagarinokou (篝野行)                                           | The Journey to the Field of Fire           | Atado al campo en llamas                 | 5 de junio de 2006      |
| 25       | Ganpuku Ganka (眼福眼禍)                                       | Eye of Fortune, Eye of Misfortune          | Ojo de la fortuna. Ojo del infortunio    | 12 de junio de 2006     |
| 26       | Kusa wo Fumu Oto (草を踏む音)                                  | The Sound of Footsteps on the Grass        | El sonido de pisar la hierba             | 19 de junio de 2006     |
| Especial | Mushi-shi Tokubetsu-hen: Hihamu Kage (蟲師 特別篇「日蝕む翳」) | The Shadow that Devours the Sun            | La sombra que devora el sol              | 14 de enero de 2014     |

| #        | Título original                                             | Título en inglés                            | Título en español                   | Fecha de estreno        |
| -------- | ----------------------------------------------------------- | ------------------------------------------- | ----------------------------------- | ----------------------- |
| 01       | Nozue no Utage (野末の宴)                                   | Banquet at the Forest's Edge                | El banquete en la montaña solitaria | 5 de abril de 2014      |
| 02       | Saezuru Kai (囀る貝)                                        | The Warbling Sea Shell                      | Las caracolas que cantan            | 12 de abril de 2014     |
| 03       | Yuki no Shita (雪の下)                                      | Beneath the Snow                            | Bajo la nieve                       | 19 de abril de 2014     |
| 04       | Yoru wo Naderu Te (夜を撫でる手)                            | The Hand That Caresses the Night            | La mano que acaricia la noche       | 26 de abril de 2014     |
| 05       | Kagami ga Fuchi (鏡が淵)                                    | Mirror Lake                                 | El espejo en las profundidades      | 3 de mayo de 2014       |
| 06       | Hana Madoi (花惑い)                                         | Floral Delusion                             | Perdida en las flores               | 10 de mayo de 2014      |
| 07       | Hi Teru Ame (日照る雨)                                      | Cloudless Rain                              | Lluvia en pleno sol                 | 24 de mayo de 2014      |
| 08       | Shimaki Tatsu (風巻立つ)                                    | Wind Raiser                                 | Se levanta el remolino              | 7 de junio de 2014      |
| 09       | Ushio Waku Tani (潮わく谷)                                  | Valley of the Welling Tides                 | El valle donde mana el agua salada  | 14 de mayo de 2014      |
| 10       | Fuyu no Soko (冬の底)                                       | Depths of Winter                            | Las profundidades del invierno      | 21 de mayo de 2014      |
| Especial | Mushishi Zoku Shou: Odoro no Michi (蟲師 続章)              | Path of Thorns                              | Camino Espinoso                     | 20 de agosto de 2014    |
| 11       | Kusa no Shitone (草の茵)                                    | Cushion of Grass                            | Cojín de pasto                      | 19 de octubre de 2014   |
| 12       | Kaoru Yami (香る闇)                                         | Fragrant Darkness                           | La fragante oscuridad               | 26 de octubre de 2014   |
| 13       | Nokori Beni (残り紅)                                        | Lingering Crimson                           | Carmesí persistente                 | 2 de noviembre de 2014  |
| 14       | Komori E (隠り江)                                           | Hidden Cove                                 | Entrada oculta                      | 9 de noviembre de 2014  |
| 15       | Hikari no O (光の緒)                                        | Thread of Light                             | Hilo de luz                         | 16 de noviembre de 2014 |
| 16       | Koten no Hoshi (壷天の星)                                   | Sea of Otherworldly Stars                   | Mar de las estrellas de otro mundo  | 23 de noviembre de 2014 |
| 17       | Mizu Aomu (水碧む)                                          | Azure Waters                                | Aguas azules                        | 30 de noviembre de 2014 |
| 18       | Ikazuchi no Tamoto (雷の袂)                                 | Lightning's End                             | El extremo del rayo                 | 7 de diciembre de 2014  |
| 19       | Doro no Kusa (泥の草)                                       | Mud Grass                                   | Fango de pasto                      | 14 de diciembre de 2014 |
| 20       | Tokoshie no Ki (常の樹)                                     | Tree of Eternity                            | Árbol de la eternidad               | 21 de noviembre de 2014 |
| Especial | Mushishi Tokubetsu-hen: Suzu no Shizuku (蟲師 続章: 鈴の雫) | Mushishi: The Next Chapter - Drops of Bells | El repicar de las gotas             | 16 de mayo de 2015      |

## Música

### Tema de apertura (Opening)
- The Sore Feet Song, interpretado por Ally Kerr (Primera temporada)
- Shiver, interpretado por Lucy Rose (Segunda temporada)

### Temas de cierre (Ending)
Todos los temas fueron compuestos por Toshio Masuda.
| Episodio | Título                         | Álbum                 | Track Número |
| 1        | Midori no Za (On Air Ver.)     | Mushishi Soundtrack 2 | 24           |
| 2        | Mabuta no Hikari               | Mushishi Soundtrack 1 | 6            |
| 3        | Yawarakai Tsuno                | Mushishi Soundtrack 1 | 3            |
| 4        | Makura Kouji                   | Mushishi Soundtrack 1 | 4            |
| 5        | Tabi wo Suru Numa              | Mushishi Soundtrack 1 | 10           |
| 6        | Tsuyu wo Suu Mure              | Mushishi Soundtrack 1 | 12           |
| 7        | Ame ga Kuru Niji ga Tatsu      | Mushishi Soundtrack 1 | 9            |
| 8        | Umi Sakai (Unasaka) Yori       | Mushishi Soundtrack 1 | 7            |
| 9        | Omoi Mi                        | Mushishi Soundtrack 1 | 14           |
| 10       | Suzuri ni Sumu Shiro           | Mushishi Soundtrack 1 | 16           |
| 11       | Yama Nemuru                    | Mushishi Soundtrack 1 | 18           |
| 12       | Sugame no Sakana (On Air Ver.) | Mushishi Soundtrack 2 | 23           |
| 13       | Hito Yo Bashi                  | Mushishi Soundtrack 1 | 13           |
| 14       | Kago no Naka                   | Mushishi Soundtrack 2 | 12           |
| 15       | Haru to Usobuko                | Mushishi Soundtrack 2 | 7            |
| 16       | Akatsuki no Hebi               | Mushishi Soundtrack 2 | 4            |
| 17       | Uro Mayu Tori                  | Mushishi Soundtrack 2 | 8            |
| 18       | Yama Daku Koromo               | Mushishi Soundtrack 2 | 13           |
| 19       | Teppen no Ito                  | Mushishi Soundtrack 2 | 2            |
| 20       | Fude no Umi                    | Mushishi Soundtrack 2 | 3            |
| 21       | Wata Houshi                    | Mushishi Soundtrack 2 | 18           |
| 22       | Oki tsu Miya                   | Mushishi Soundtrack 2 | 6            |
| 23       | Sabi no Naku Koe               | Mushishi Soundtrack 2 | 14           |
| 24       | Kagari no Kou                  | Mushishi Soundtrack 2 | 20           |
| 25       | Ganpuku Ganka                  | Mushishi Soundtrack 2 | 17           |
| 26       | Kusa wo Fumu Oto               | Mushishi Soundtrack 2 | 21           |